# Хосе Антонио Камачо
Хосе Антонио Камачо (шп. José Antonio Camacho Alfaro; 8. јун 1955) бивши је шпански фудбалер, након завршетка играчке каријере ради као фудбалски тренер.

## Биографија
Са 17 година постао је играч Реал Мадрида, у чијим је бојама, уз једногодишњу паузу проведену на позајмици у Реал Кастиљи, играо скоро двадесет година. Играо је на позицији левог бека, одиграо је преко 400 лигашких мечева за Реал, освојивши девет пута национално првенство и два пута Куп УЕФА.
На прелазу из 1970-их у 1980-е био је стуб одбрамбене линије репрезентације Шпаније. Са националним тимом је био вицешампион на Европском првенству 1984. године. Учествовао је на Светском првенству 1982. (друго коло) и 1986. (четвртфинале) и Европском првенству 1988. (групна фаза). После пораза од Западне Немачке са 0:2 на Европском првенству 1988, најавио је крај репрезентативне каријере.
Играчку каријеру завршио је годину дана касније, у 34. години.
Након што је прекинуо активну каријеру, Камачо је имао дугу тренерску каријеру. Његов први самостални посао био је када је био на челу Рајо Ваљекана од 1992. до 1993. године, а од тада је био тренер неколико великих клубова, водио је Реал Мадрид, португалску Бенфику и Осасуну. Био је селектор репрезентације Шпаније, предводио је „црвену фурију” на Европском првенству 2000. и Светском првенству 2002. године. Још је радио као селектор репрезентација Кине и Габона.

## Успеси

### Играч
Реал Мадрид
- Примера : 1974/75, 1975/76, 1977/78, 1978/79, 1979/80, 1985/86, 1986/87, 1987/88, 1988/89.
- Куп краља : 1973/74, 1974/75, 1979/80, 1981/82, 1988/89.
- Суперкуп Шпаније : 1988, 1989.
- Куп УЕФА : 1984/85, 1985/86.[4]

Шпанија
- Европско првенство
  - Финалисти (1): 1984.[5]

### Тренер
- Куп Португалије : 2003/04.[6]